# هیو مک‌کالم
هیو مک‌کالم (انگلیسی: Hugh McCollum؛ ‏ ۹ مارس ۱۹۰۰ – ۱۶ مارس ۱۹۶۸) تهیه‌کننده، و کارگردان فیلم اهل ایالات متحده آمریکا بود که بابت تهیه فیلم‌های سه کله‌پوک شناخته می‌شود.
از فیلم‌هایی که وی در آن‌ها نقش داشته‌است، می‌توان به بی‌رنج گنج میسر نمی‌شود اشاره نمود.